# Petar Nolasko
Petar Nolasko (Mas-des-Saintes-Puelles, 1189. – Valencija, 6. svibnja 1256.) bio je plemić koji je osnovao Red Blažene Djevice Marije od Milosrđa. Katolička Crkva štuje ga kao sveca.

## Životopis
Rođen je 1189. u južnoj Francuskoj u plemićkoj obitelji. Kada mu je bilo 15 godina umro mu je otac. Kasnije se pridužio katoličkoj skupini u borbi protiv albigenza. Nakon što je u borbi poginuo aragonski kralj Petar zarobljen mu je šestogodišnji sin Jakov. Mladoga kraljevića povjerili su Petru na skrb. Dijete su ubrzo poslali natrag u Španjolsku te je u Barcelonu s njim poslan Petar kako bi mu bio odgojitelj. Tada mu je ispovjednik bio Rajmund Penjafortski. Velik dio imetka potrošio je kako bi otkupio kršćanske robove od Maura i Saracena. Zatim je osnovao duhovnu udrugu kojoj bi glavna dužnost bila otkupljivati zarobljenike.
Godine 1223. službeno je utemljen red pod nazivom „Red Blažene Djevice Marije od Milosrđa”, a sam Petar je bio prvi poglavar. Tijekom njegova života, Red je oslobodio oko 2700 zatvorenika. Podnio je ostavku na dužnost generala Reda nekoliko godina prije smrti.
Umro je 6. svibnja 1256. godine.

## Štovanje
Spomendan mu se slavio 31. siječnja, zatim 28. siječnja, a danas 6. svibnja. Kanonizirao ga je papa Urban VIII. 1628. godine.
Štuje se kao zaštitnik zarobljenika.

### Knjige
- Iveković, Francisko. 1892. Životi svetaca i svetica Božjih: Siječanj, veljača, ožujak. Dijel 1. 2. izdanje. Hrvatsko katoličko tiskovno društvo. Zagreb.

### Mrežna sjedišta
- St. Peter Nolasco (engleski). Britannica. Pristupljeno 20. siječnja 2025.

## Vanjske poveznice
Ostali projekti
|  | Zajednički poslužitelj ima još gradiva o temi Peter Nolasco |